# Lucy in the sky with diamonds (versión de The Flaming Lips y Miley Cyrus)
«Lucy in the sky with diamonds» es una versión publicada en 2014 por la banda estadounidense de rock The Flaming Lips y los cantantes Miley Cyrus y Moby, de la canción homónima de 1967 de la banda británica The Beatles. Esta versión fue incluida en el álbum With a Little Help From My Friends, y fue lanzada como sencillo el 18 de mayo de 2014.

## Interpretaciones en directo
La versión fue interpretada en vivo por primera vez el 14 de mayo de 2014 en la gira de Cyrus Bangerz Tour en el Phones4u Arena en Mánchester. La actuación fue grabada y se mostró el 18 de mayo en los Billboard Music Awards 2014, donde Cyrus fue galardonaba con dos premios. La canción fue incluida a partir del 28 de mayo en la gira de Cyrus, interpretada entre «Adore You» y «Drive». Para la etapa latinoamericana de la gira, la canción es interpretada luego de «Drive», iniciando el segmento de covers. En la etapa para Australia, usó un traje de confeti plateado que la cubría por completo. La canción volvió a ser interpretada durante la actuación de Cyrus en el festival de arte moderno-contemporáneo Art Basel en su edición de Miami.

## Listas

### Semanales
| País           | Lista              | Mejor posición |      |
| 2014           | 2014               | 2014           | 2014 |
| -------------- | ------------------ | -------------- | ---- |
| Estados Unidos | Rock Digital Songs | 44             |      |

## Créditos y personal
- Miley Cyrus: voz